# Annie Get Your Gun

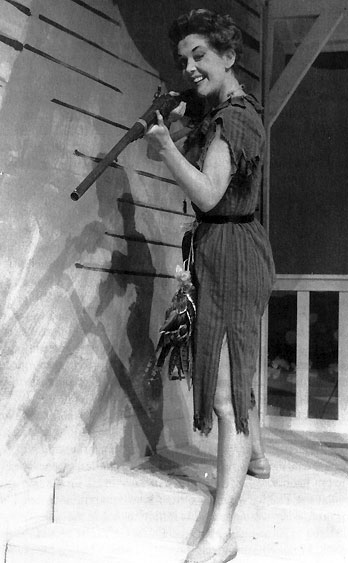
Maj Lindström som Annie Oakley på Stora Teatern i Göteborg 1957

Annie Get Your Gun är en operett/musikal i två akter med musik och sångtexter av Irving Berlin och med libretto av Dorothy Fields och Herbert Fields. Den hade urpremiär den 16 maj 1946 på Imperial Theatre i New York. Den gavs i 1 147 föreställningar och med Ethel Merman i titelrollen.

## Handlingen
Musikalen utspelas i Cincinnati utanför Mr. Wilsons hotell, på en båt som fraktar boskap, i en balsal i New York och på guvernörens ö. Den är baserad på Phoebe Ann Moseys liv. Jerome Kern hade ursprungligen åtagit sig att komponera musiken, men han avled i november 1945. Producenterna Richard Rodgers och Oscar Hammerstein vände sig då till Irving Berlin som efter viss tvekan – librettot var redan klart i minsta detalj – accepterade att komponera musiken. Under stark tidspress tillkom våren 1946 många nu välkända melodier såsom "They say it's wonderful", "I got the sun in the morning" och "There's no business like show business".

## Uppsättningar och filmatiseringar
Året efter sattes musikalen upp i London och Melbourne. Annie Get Your Gun filmatiserades 1950. Ursprungligen skulle Judy Garland ha spelat titelrollen, men på grund av hennes personliga problem gjordes den istället av Betty Hutton.

## Musikalen i Sverige
Den har spelats många gånger i Sverige. Första gången på Stora teatern i Göteborg den 11 februari 1949 med Evy Tibell som Annie och Per Grundén som Frank, senare 1949 på Oscarsteatern med Ulla Sallert i huvudrollen, på Stora Teatern 1957 med Maj Lindström, 1967 med Suzanne Brenning, 1974 på Scandinavium i Göteborg med Lill-Babs och Bo Svenson, på 1980-talet på Chinateatern i Stockholm med Pernilla Wahlgren och på Malmö stadsteater med Eva Rydberg samt på Säffleoperan i Säffle 2012.

## Personer
- Frank Butler, mästerskytt
- Annie Oakley, ung flicka som skjuter och säljer fåglar
- Buffalo Bill, (Buffalo Bill's Wild West)
- Minnie, Jessie, Nellie och Little Jake, Annies yngre syskon
- Charlie Davenport, cirkusdirektör
- Pawnee Bill, direktör för en annan cirkus
- Sitting Bull, indianhövding och stjärna hos Pawnee Bill
- Mr Wilson, hotellägare
- Dolly, Charlies syster
- Winnie, Dollys dotter

## Diskografi (urval)
- My fair lady ; Annie get your gun. Kerstin Dellert, Lars Lönndahl. Mats Olsson kör och orkester. RCA International Camden YSJL 1-507. LP. 1959.